# Rémi Pété
Rémi Pété, né le 21 septembre 1987, est un kayakiste français.

## Carrière
En 2009, Rémi Pété est sacré champion d'Europe par équipes en descente sprint, et double médaillé de bronze en descente classique (individuellement et par équipe).
Aux Championnats du monde de descente 2011, il est médaillé de bronze en K1 et médaillé d'argent en K1 par équipe. Il remporte le championnat d'Europe individuel à kraljevo en Serbie. Il est vice-champion du monde de descente classique et champion du monde par équipe aux Mondiaux de descente 2012 et champion du monde de C2 par équipe aux Mondiaux de 2013. Aux Mondiaux de descente 2014, il remporte la médaille d'argent en K1 et l'or par équipe. Il est médaillé de bronze aux Championnats du monde de descente 2016 en K1.